# Fabricio Alvarado
Gerardo Fabricio Alvarado Muñoz (San José, 30 de mayo de 1974) es un periodista, cantautor y político conservador cristiano costarricense. Actualmente, es diputado de la Asamblea Legislativa de Costa Rica por el partido Nueva República. Anteriormente, fue diputado por el partido Restauración Nacional para el período 2014-2018, también fue candidato presidencial en las elecciones presidenciales de 2018 y en las elecciones presidenciales de 2022. En octubre de 2018, anunció su renuncia al partido Restauración Nacional y la fundación de una nueva agrupación política bajo el nombre de Partido Nueva República. Frecuentemente, es criticado por sus controvertidas posturas políticas, por lo que es catalogado por algunos grupos como un político ultraconservador, fundamentalista.

## Carrera profesional y musical
Alvarado inició estudios de periodismo en la Universidad de Costa Rica.
Inició su carrera profesional siendo estudiante y cubriendo sucesos en el noticiero de Repretel y más tarde logró ser presentador de Noticias Repretel. Tras su salida de Repretel, laboró en Christian Broadcasting Network y como director del programa radiofónico Metamorfosis.
Inició su carrera musical en 2003. Tiene a su haber una serie de álbumes de música Cristiana. Una de sus canciones más conocidas es «Batalla Espiritual».

## Carrera política
Alvarado firmó la Carta de Madrid, un manifiesto promovido por la Fundación Disenso, vinculado al partido político español VOX, que aboga por la defensa de la libertad y la democracia en el ámbito iberoamericano. El documento critica las influencias de organizaciones y gobiernos de izquierda en la región, a los que acusa de amenazar la libertad y la democracia.

### Diputado
Como diputado, en su primer período mantuvo posturas conservadoras respecto a temas sociales, oponiéndose a la legalización del cannabis, las uniones de parejas del mismo sexo, el aborto, la fertilización in vitro y la 
«ideología de género».

### Candidato presidencial
En 2017, es proclamado candidato presidencial por el partido Restauración Nacional logrando en el mes de enero de 2018 el apoyo por parte del sector conservador del país con respecto a la resolución de la CIDH en relación con el matrimonio igualitario.
El 4 de febrero de 2018 pasó a la segunda ronda en las elecciones presidenciales, siendo uno de los dos candidatos con más votos recibidos, con un 24,91 %  de los votos válidos emitidos.
No obstante, en el balotaje recibió únicamente el 39 % de los votos, siendo ampliamente derrotado por su contrincante, el candidato oficialista Carlos Alvarado Quesada
En 2019-2020, participa activamente de la campaña política por las elecciones municipales, aun cuando su partido no presentó candidatos para todas las alcaldías, Fabricio visitó todos los cantones de Costa Rica, esto con miras a la campaña electoral de 2021 para las elecciones presidenciales de 2022. 
En 2021 fue ratificado con doble postulación como candidato presidencial y diputado por el Partido Nueva  República, obteniendo el tercer lugar en las elecciones presidenciales de 2022 con el 14,88 % de los votos válidos emitidos; sin embargo, logró quedar electo como diputado. 

### Unión Iberoamericana de Parlamentarios Cristianos
En 2022 fue designado al puesto de presidente de la Unión Iberoamericana de Parlamentarios Cristianos. Fue propuesto para el cargo por congresistas de diferentes países a raíz de su desempeño en las elecciones presidenciales tanto en 2018 como en la primera ronda del 2022, sumado al «prestigio» y reconocimiento que ha conseguido también fuera de Costa Rica al ser un fuerte defensor de los temas que reúnen a miles de seguidores contemporáneos.

## Discografía / Álbumes
- 2003: Tu Amor Es Todo
- 2010: Metamorfosis
- 2016: Tú Eres Mi Papá
- 2016: Celebración

## Familia
Alvarado se casó con Laura Moscoa, con quien tiene dos hijas, Fabiana y Dariana. Alvarado reside en Calle Fallas de Desamparados⁣⁣.